# Gemma Gibbons
Gemma Gibbons, född den 6 januari 1987 i Greenwich i Storbritannien, är en brittisk judoutövare.
Hon tog OS-silver i damernas halv tungvikt i samband med de olympiska judotävlingarna 2012 i London.